# Ai (nome)
Ai (in giapponese: 愛 o 藍) è un nome proprio di persona giapponese femminile.

## Origine e diffusione
Come molti nomi giapponesi, può essere tratto da diversi kanji che corrispondono al suono ai, come ad esempio 愛 ("amore", "affetto") e 藍 ("indaco"). Gli stessi kanji si possono trovare anche nei nomi Aimi e Aiko.

## Onomastico
È un nome adespota, cioè privo di santo patrono; l'onomastico può essere festeggiato il 1º novembre, per la ricorrenza di Ognissanti.

## Persone
- Ai, cantante giapponese

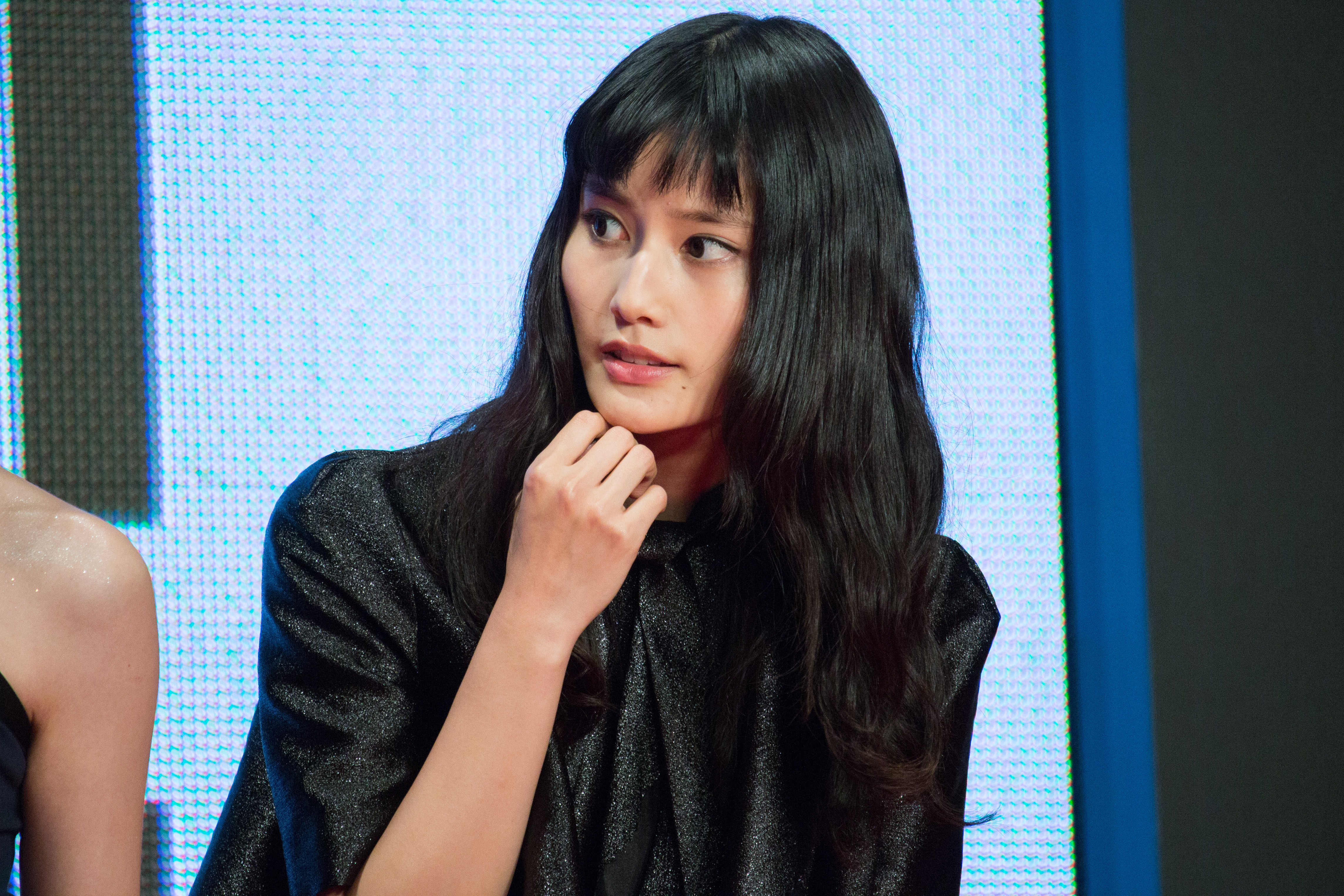
Ai Hashimoto

- Ai Fukuhara, tennistavolista giapponese
- Ai Hashimoto, attrice e modella giapponese
- Ai Kago, cantante e attrice giapponese
- Ai Kakuma, doppiatrice giapponese
- Ai Kawashima, cantautrice e musicista giapponese
- Ai Kayano, doppiatrice e cantante giapponese
- Ai Nagai, scrittrice, drammaturga e regista teatrale giapponese
- Ai Orikasa, doppiatrice e cantante giapponese
- Ai Ōtomo, pallavolista giapponese
- Ai Sugiyama, tennista giapponese
- Ai Takahashi, cantante, modella, attrice, doppiatrice e tarento giapponese
- Ai Tominaga, modella giapponese
- Ai Yazawa, fumettista giapponese

## Il nome nelle arti
- Ai Haibara è un personaggio della serie manga e anime Detective Conan.
- La ragazza virtuale Ai Amano è il personaggio eponimo della serie manga e anime Video Girl Ai.
- Ai Ohto è la protagonista della serie Wonder Egg Priority.